# Pablo Zaffaroni
Pablo Zaffaroni (* 14. Januar 2001) ist ein argentinischer Leichtathlet, der sich auf den Stabhochsprung spezialisiert hat.

## Sportliche Laufbahn
Erste internationale Erfahrungen sammelte Pablo Zaffaroni im Jahr 2016, als er bei den U18-Südamerikameisterschaften in Concordia mit übersprungenen 4,20 m den vierten Platz belegte. Im Jahr darauf schied er dann bei den U18-Weltmeisterschaften in Nairobi ohne eine gültige Höhe in der Qualifikation aus. 2018 siegte er bei den U18-Südamerikameisterschaften in Cuenca mit einer Höhe von 4,90 m und schied anschließend bei den U20-Weltmeisterschaften in Tampere mit 4,80 m in der Qualifikation aus. Im Oktober startete er bei den Olympischen Jugendspielen im heimischen Buenos Aires und erreichte dort Rang 14. 2019 siegte er bei den U20-Südamerikameisterschaften in Cali mit einer Höhe von 5,00 m und gewann anschließend bei den Panamerikanischen Juniorenmeisterschaften in San José mit 5,20 m die Silbermedaille. Im Jahr darauf nahm er an den erstmals ausgetragenen Hallensüdamerikameisterschaften in Cochabamba teil und gewann dort mit 5,10 m die Silbermedaille hinter seinem Landsmann Germán Chiaraviglio. 2021 startete er bei den Südamerikameisterschaften in Guayaquil und scheiterte dort dreimal an der von ihm angegebenen Einstiegshöhe. Im Oktober gewann er dann bei den U23-Südamerikameisterschaften ebendort mit übersprungenen 5,00 m die Bronzemedaille hinter den Ecuadorianern Dyander Pacho und Austin Ramos und im Dezember gelangte er bei den erstmals ausgetragenen Panamerikanischen Juniorenspielen in Cali mit 5,10 m auf Rang vier.

## Persönliche Bestleistungen
- Stabhochsprung: 5,25 m, 21. April 2018 in Torrance
  - Stabhochsprung (Halle): 5,15 m, 18. Januar 2020 in Cochabamba